# Зелёное (Мелитопольский район)
Зелёное (укр. Зелене) — посёлок,
Новенский сельский совет,
Мелитопольский район,
Запорожская область,
Украина.
Код КОАТУУ — 2323081804. Население по переписи 2001 года составляло 195 человек.

## Географическое положение
Посёлок Зелёное находится в 2 км к юго-востоку от села Новое 
и автомобильной дороги М-18 (E 105).
В 2 км к юго-западу от Зелёного протекает река Тащенак,
в 3 км к юго-востоку — река Молочная,
в 2 км к северо-западу проходят оросительный канал Р-8 и Мелитопольская объездная дорога.
В 2 км к юго-западу от Зелёного расположено село Данило-Ивановка.
К северу от села находится полигон твёрдых бытовых отходов,
к востоку — фруктовые сады.

## История
До недавнего времени в посёлке сохранялось имение Ольги Иоганновны Нейфельд, памятник меннонитской архитектуры, включавший жилой дом, кладовую и мастерскую, два коровника, конюшню и амбар и воловий сарай. В 2005 году все постройки имения были разобраны новым владельцем.

## Экология

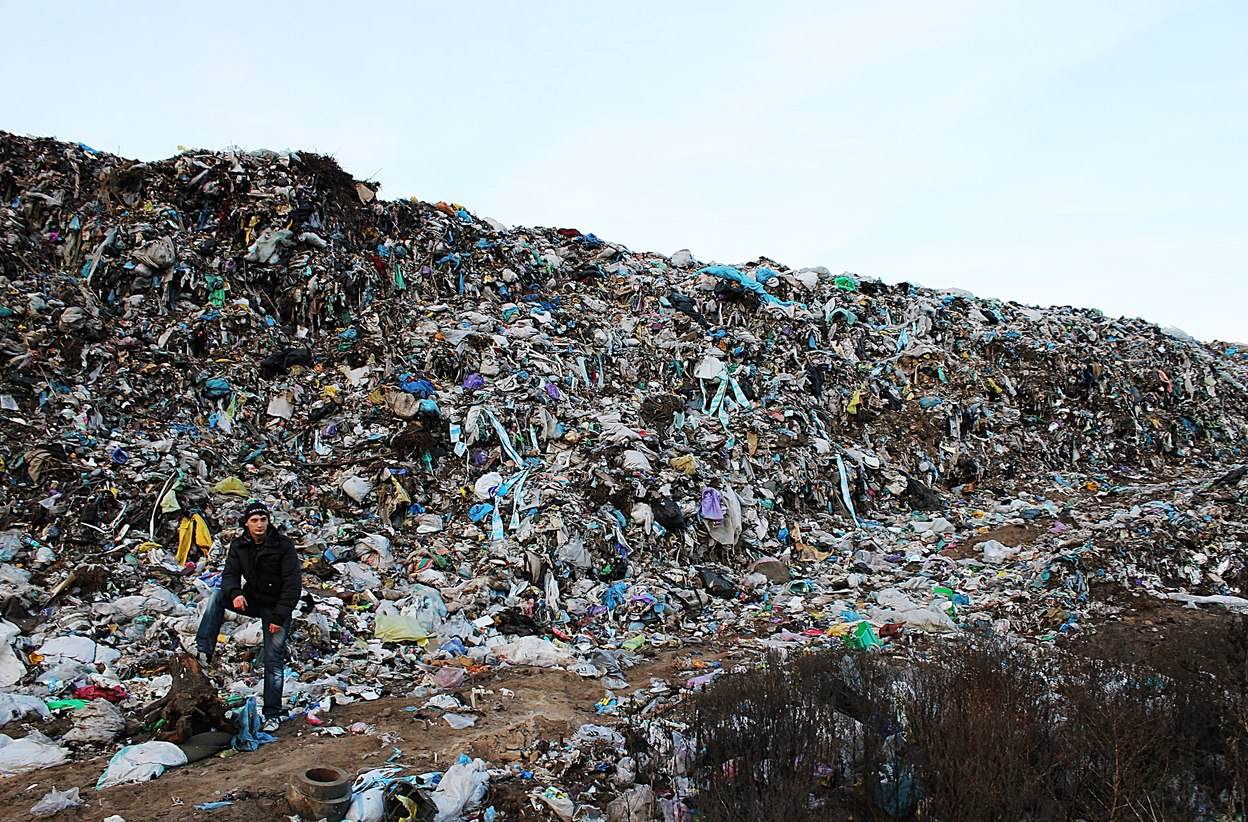
Мелитопольский полигон твердых бытовых отходов (ТБО)

Рядом с Зелёным расположен полигон твёрдых бытовых отходов. Между посёлком и полигоном в 2008 году была создана зелёная зона площадью 1,56 га.

## Достопримечательности
- Дуб-патриарх, некогда посаженный в имении И. Корниса[4].
- В Зеленом сохранился дом, в котором в октябре 1943 года, в ходе Мелитопольской наступательной операции, находились штаб и наблюдательный пункт 463-го стрелкового полка.[5]